# أوسكار نيلسون (فارس)
أوسكار نيلسون (بالسويدية: Oskar Nilsson)‏ هو فارس ‏ سويدي، ولد في 25 يناير 1897 في Ringarum ‏ في السويد، وتوفي في 29 مارس 1958 في نورشوبينغ في السويد.

## وصلات خارجية
- أوسكار نيلسون على موقع أوليمبيديا (الإنجليزية)
- أوسكار نيلسون على موقع اللجنة الأولمبية السويدية (السويدية)